# Psychologia pastoralna
Psychologia pastoralna – nauka stosowana, której celem jest wykorzystanie teorii i wyników badań psychologicznych do rozwiązywania problemów duszpasterskich. Według definicji Willibalda Demala psychologia pastoralna ze względu na swą naturę i cel jest nauką pomocniczą teologii pastoralnej i służy jako bezpośrednia pomoc w praktyce duszpasterskiej. Szczególny akcent kładzie na problemy duchowe współwystępujące z problemami psychicznymi i na rozwój osobowości człowieka w aspekcie religijnym i moralnym. Psychologia pastoralna zakłada wzajemne przenikanie się rozwoju duchowego i rozwoju psychicznego.
Psychologia pastoralna jako nauka empiryczna zajmuje się również badaniami, czerpiąc techniki badawcze z psychologii religii, psychologii społecznej i klinicznej. Jednocześnie psychologia pastoralna nie ogranicza się tylko do czynników psychologicznych, lecz jest otwarta na obecność Transcendencji w sytuacji pastoralnej.
Problematyka psychologii pastoralnej obejmuje m.in. takie dziedziny, jak:
- dojrzałość osobowości w kontekście religijnym,
- samobójstwa i rola religii w ich profilaktyce,
- kryzysy psychologiczne u osób religijnych, w tym duchownych,
- radzenie sobie w sytuacjach trudnych w kontekście religii,
- poczucie winy osób religijnych,
- życie rodzinne zgodnie z nauką Kościoła.

## Zarys historyczny
Za ojca psychologii pastoralnej uważa się duchownego i lekarza O. Pfistera, który działał na przełomie XIX i XX wieku. Początkowo psychologia pastoralna rozwijała się w obrębie protestantyzmu w USA, krajach skandynawskich i w Niemczech. Później zainteresowali się nią przedstawiciele Kościoła katolickiego we Francji i we Włoszech. W połowie XX wieku psychologię pastoralną zaczęto wykładać w ramach studiów teologicznych.

## Zaangażowanie w pracę pastoralną
Żeby praca duszpasterza była efektowna, musi on posiadać wiedzę na temat różnorodnych technik i teorii psychologicznych (logoterapia Frankla, behawioralne metody terapeutyczne, terapia grupowa, teoria mechanizmów obronnych Freuda), traktować pacjenta jak partnera, podchodząc do każdego indywidualnie. Szczególną uwagę zwraca się na takie cechy, jak empatyczność, ekumenizm i otwartość na różne światopoglądy. Głównym celem musi być poszukiwanie tego, co ludzi łączy; niezbędna jest umiejętność odróżniania godności osoby od jej uczynku.

## Psycholodzy zajmujący się psychologią pastoralną
- Zenomena Płużek
- Mihály Szentmártoni SJ
- Joachim Scharfenberg
- Willibald Demal